# Tiilikkajärvi nationalpark
Tiilikkajärvi nationalpark (fi. Tiilikkajärven kansallispuisto) är en nationalpark i Norra Savolax och Kajanaland, i Finland. Reservatet inrättades 1982 och är 34 kvadratkilometer stort.
Karaktäristisk för nationalparken är den rika förekomsten av moränåsar. Den stora sjön Tiilikkajärvi som gett reservatet sitt namn klyvs nästan mitt itu av en lång, tallbevuxen åsrygg. Stora delar av området består av myrar och här möts de nordliga aapamyrarna och de sydliga öppna mossarna.

## Gränsstenar
I både Tiilikkajärvi nationalpark och i Pisa naturskyddsområde finns gränsstenar som vittnar om freden 1595 mellan Sverige och Ryssland, efter Nordiska tjugofemårskriget. Gränsen sattes då tvärs igenom sjön Tiilikkajärvi. Den ena gränsstenen kan fortfarande beskådas i sjön och den andra uppe på Pisabergets topp.